# Сирець (станція метро)
50°28′34″ пн. ш. 30°25′50″ сх. д. / 50.47611° пн. ш. 30.43056° сх. д.
«Сире́ць» — 43-тя станція Київського метрополітену, кінцева на Сирецько-Печерській лінії, розташована після станції «Дорогожичі». Відкрита 14 жовтня 2004 року. Названа за місцевістю Сирець, де розташована станція.

## Опис
Конструкція станції — пілонна трисклепінна з острівною платформою.
Колійний розвиток: пошерстний з'їзд в кінці лінії.
Інтер'єр яскравий завдяки облицюванню стін та пілонів білим мармуром зі стрічкою з червоної смальти. Розвинений карниз світло-бежевого перфорованого металу з покажчиками руху на ньому є доволі незвичним для станції метро. Торець центрального залу прикрашає композиція з обладнаними місцями для відпочинку пасажирів та двох світлових колон з іржостійкої сталі. Контрастна підлога зі світло-сірого граніту та габро привертає увагу незвичним лекальним переходом у цоколь пілонів. Розробляючи проєкт центрального залу, архітектори прагнули втілити у ньому розвиток та святковість. Цю ідею реалізовано у великому мозаїчному панно, яке прикрашає торцеву стіну залу.
Має наземний двоповерховий вестибюль (вул. Щусєва, 55), другий поверх якого відведено службам метрополітену. Світло із зенітних ліхтарів у вестибюлі можна побачити з рівня платформи.
Оригінальну архітектуру має наземна частина станції. Легкість і сучасність наземного вестибюля підкреслюються широкими вітражами та використанням нових будівельних матеріалів. Градобудівельна значущість розміщення станції обумовлена наявністю комплексного пересадного вузла із залученням залізниці.
Вперше при будівництві станцій Київського метрополітену, тут були встановлені вітчизняні ескалатори Крюківського вагонобудівного заводу, які за дизайном та технічними характеристиками не поступаються імпортним.
Поруч зі станцією розташована зупинка міської електрички Сирець.
У листопаді 2020 року на станції «Сирець» завершені ремонтні роботи для забезпечення вільного доступу маломобільних груп населення. 
Також було оновлено обладнання для оплати проїзду. 
У комплексі передбачених робіт за програмою доступності  на станції, зокрема виконано:
- ремонт вхідних/вихідних груп з встановленням 16 нових вестибюльних дверей, 4 з яких зі збільшеною шириною дверних полотен;
- заміну зі збільшенням розмірів літер назви станції для кращого візуального сприйняття пасажирами, в тому числі світлових емблем «М»;
- облаштовані тактильні смуги для орієнтування на станції пасажирів з вадами зору;
- замінено всі покажчики старої системи візуальної інформації (навігації) на світлові;
- змонтовано тактильні покажчики зі шрифтами Брайля для пасажирів з вадами зору;
- замінено на сучасні торцеві електрогодинники, часової станційної стійки та вторинних електрогодинників.

Також на станції встановлено контрольно-пропускні пункти нового зразка. На  цих турнікетах можна скористатися всіма сучасними способами оплати проїзду, зокрема: qr-квиток, «KyivSmartCard», «Карткою Киянина» та  безконтактною банківською карткою. Такий вид турнікетів є антивандальний, а подібний тип застосовується у європейських метрополітенах, наприклад у Парижі.

## Інтернет
3 липня 2020 року оператор зв'язку Київстар спільно з двома операторами почав надавати на станції послуги 4G зв'язку з використанням частот у діапазонах 1800 МГц та 2600 МГц на станції та в тунелі, прилеглому до станції Дорогожичі.

## Пасажиропотік
| Рік                           | 2009 | 2011 | 2012 | 2013 | 2014 | 2015 | 2016 | 2017 | 2018 |
| ----------------------------- | ---- | ---- | ---- | ---- | ---- | ---- | ---- | ---- | ---- |
| Пасажиропотік, тис. осіб/добу | 9,8  | 10,6 | 10,5 | 10,8 | 10,3 | 10,0 | 10,2 | 10,7 | 11,0 |

## Галерея

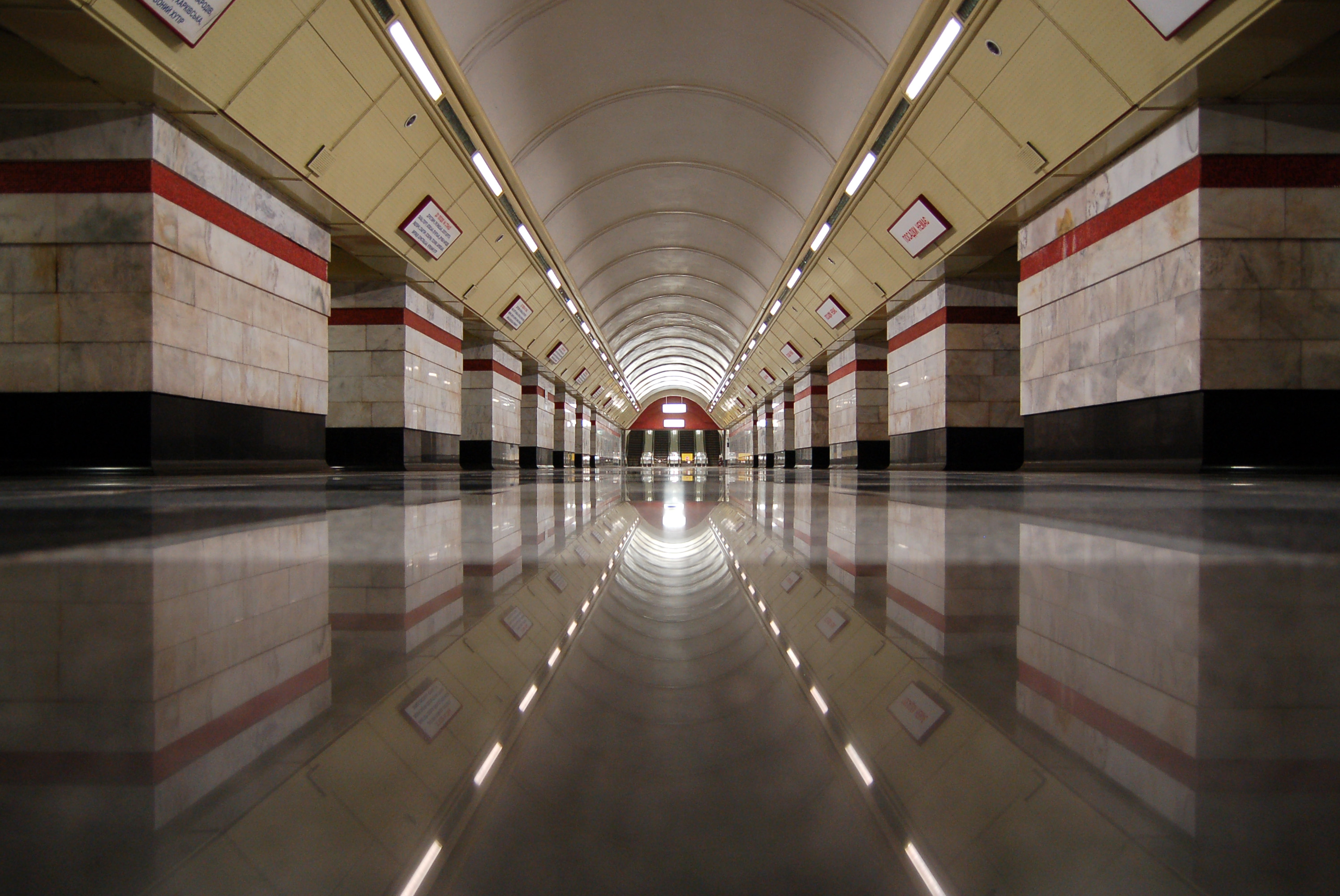
Центральна зала, вигляд в бік ескалаторів
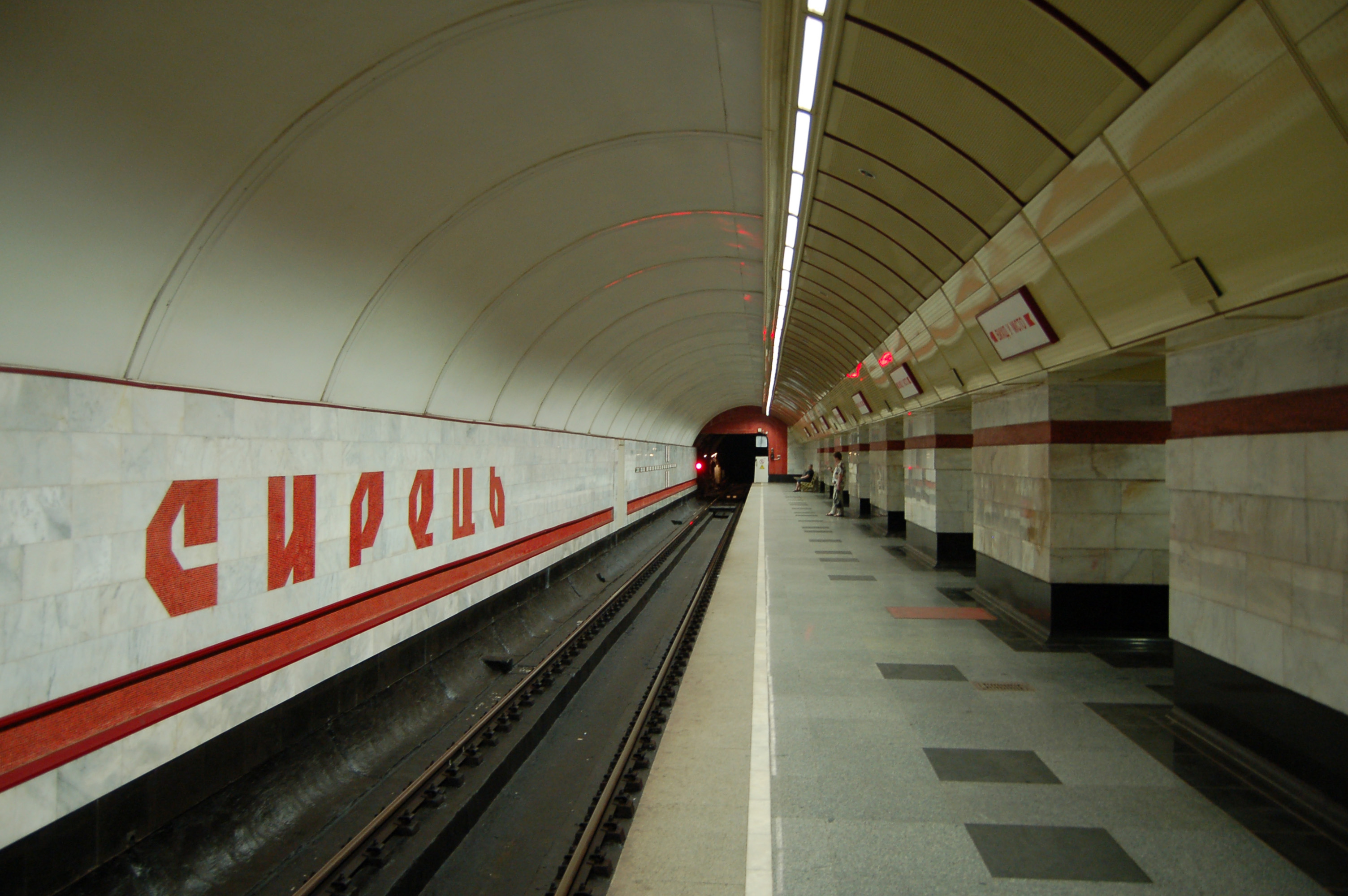
Посадкова платформа
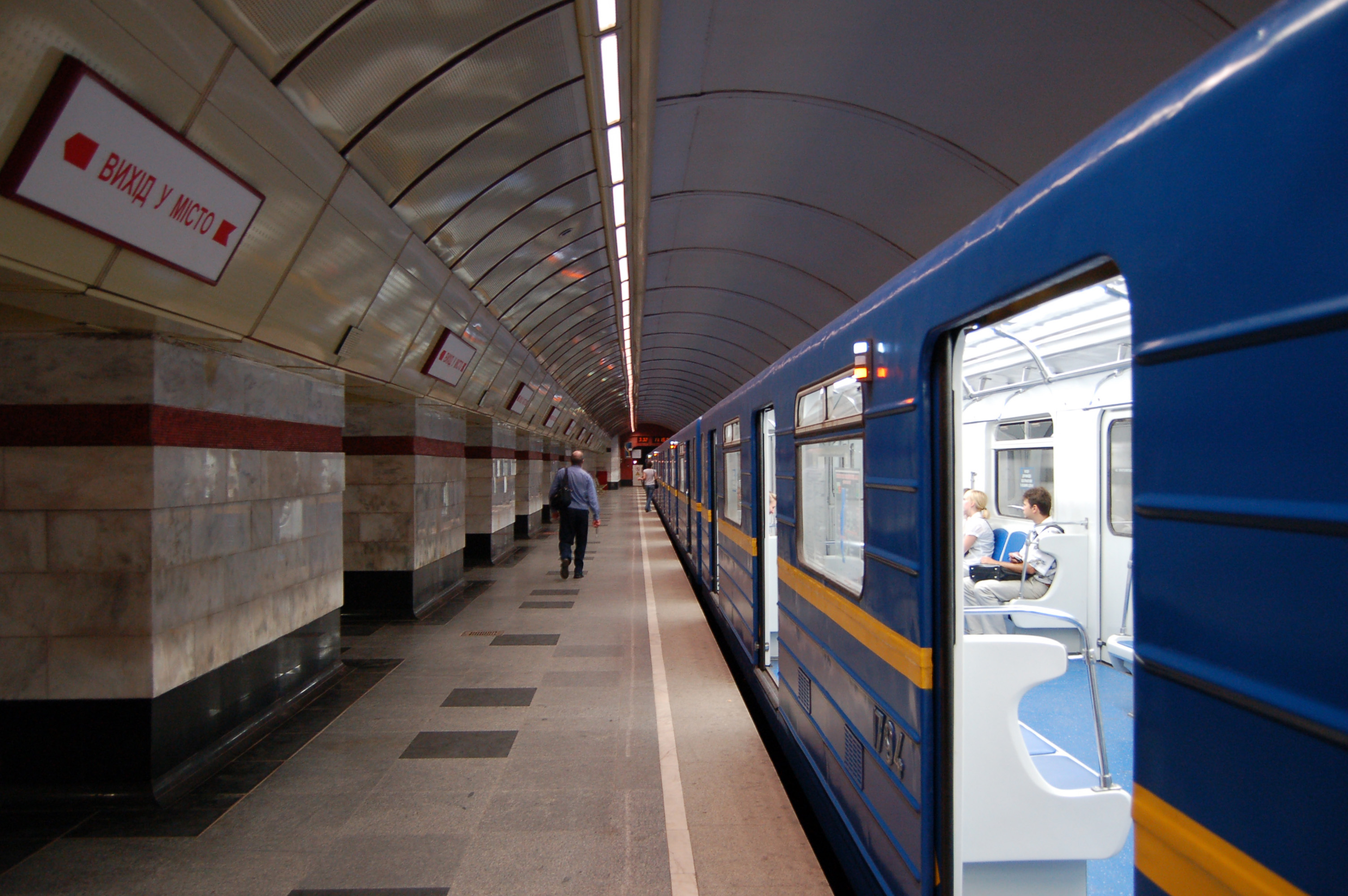
Потяг метро на станції
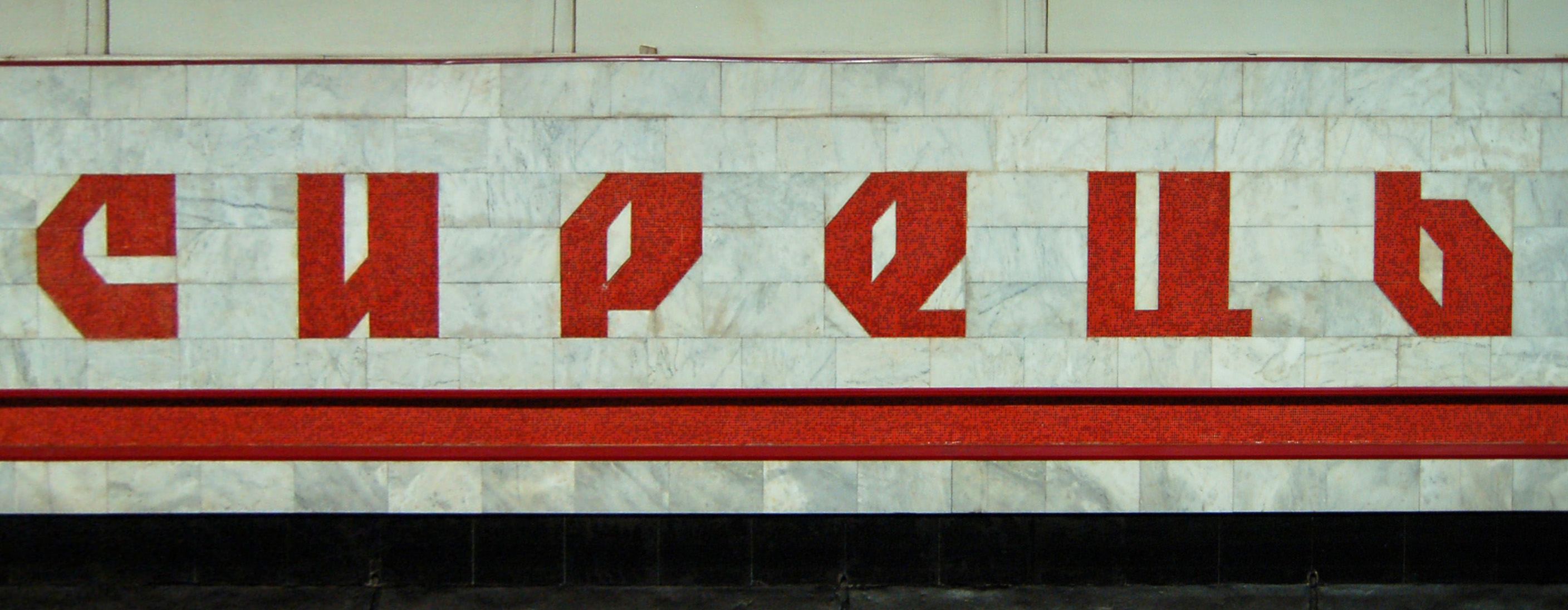
Назва станції на колійній стіні
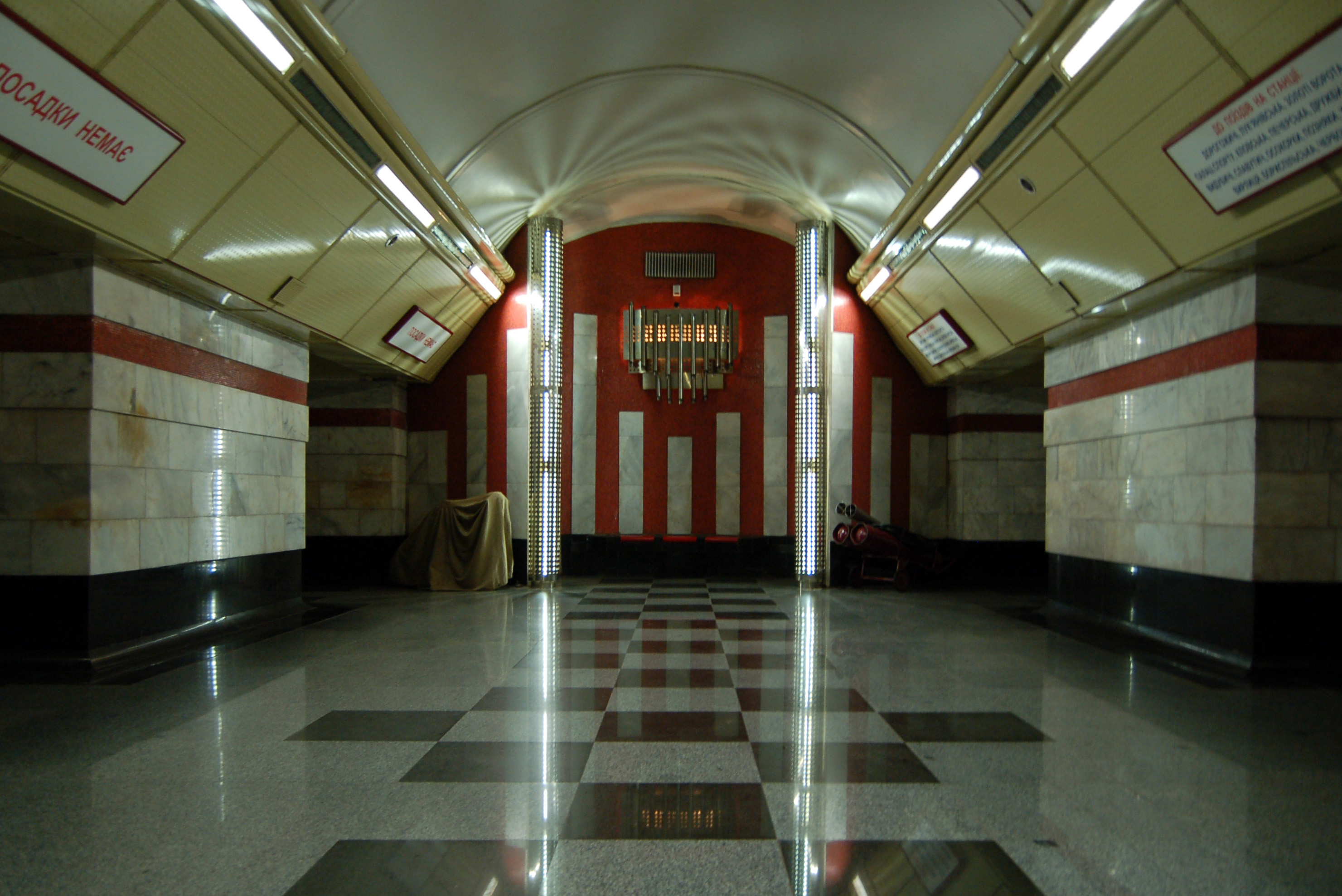
Композиція у торці зали
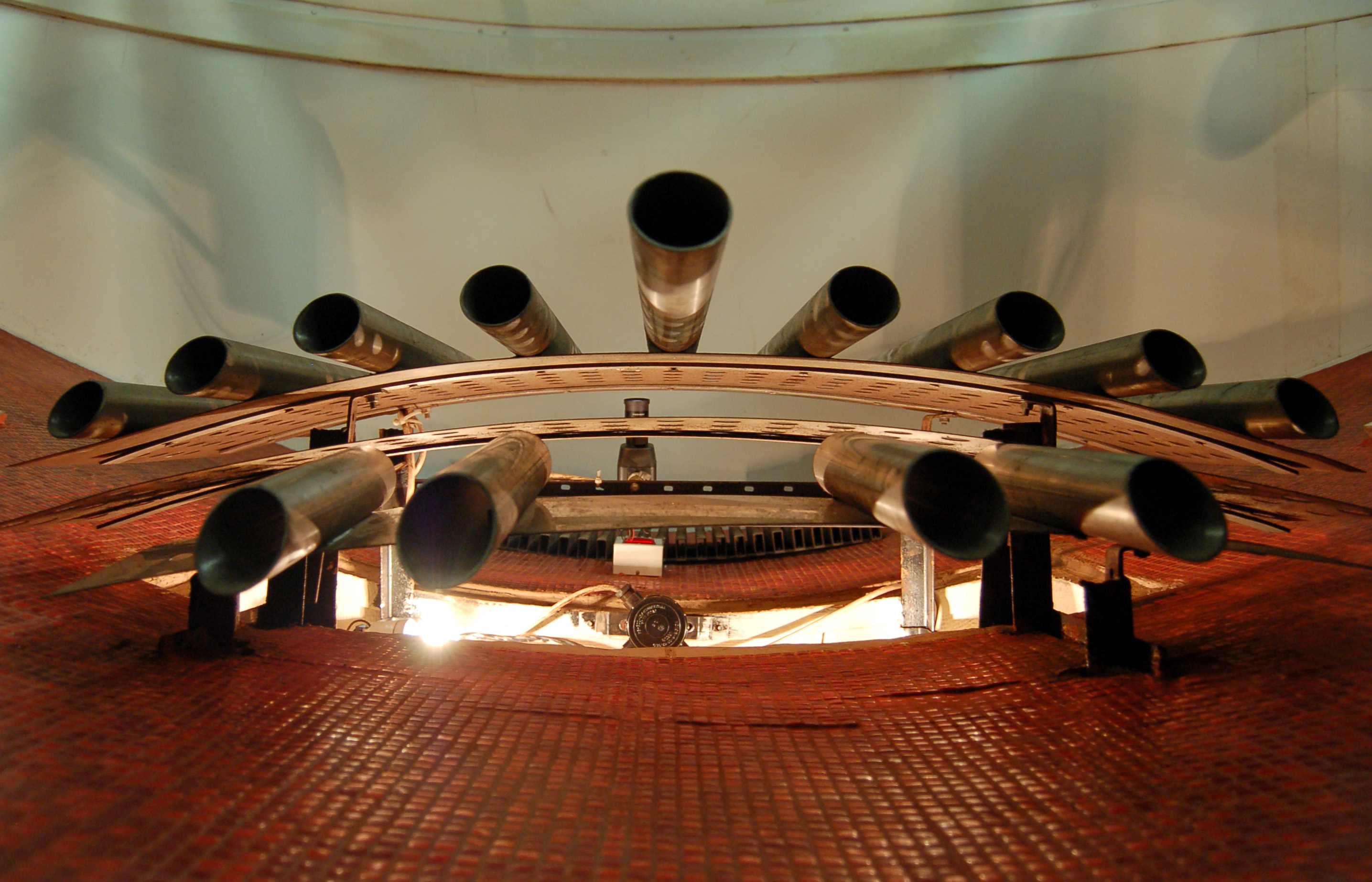
Світильник у торці зали
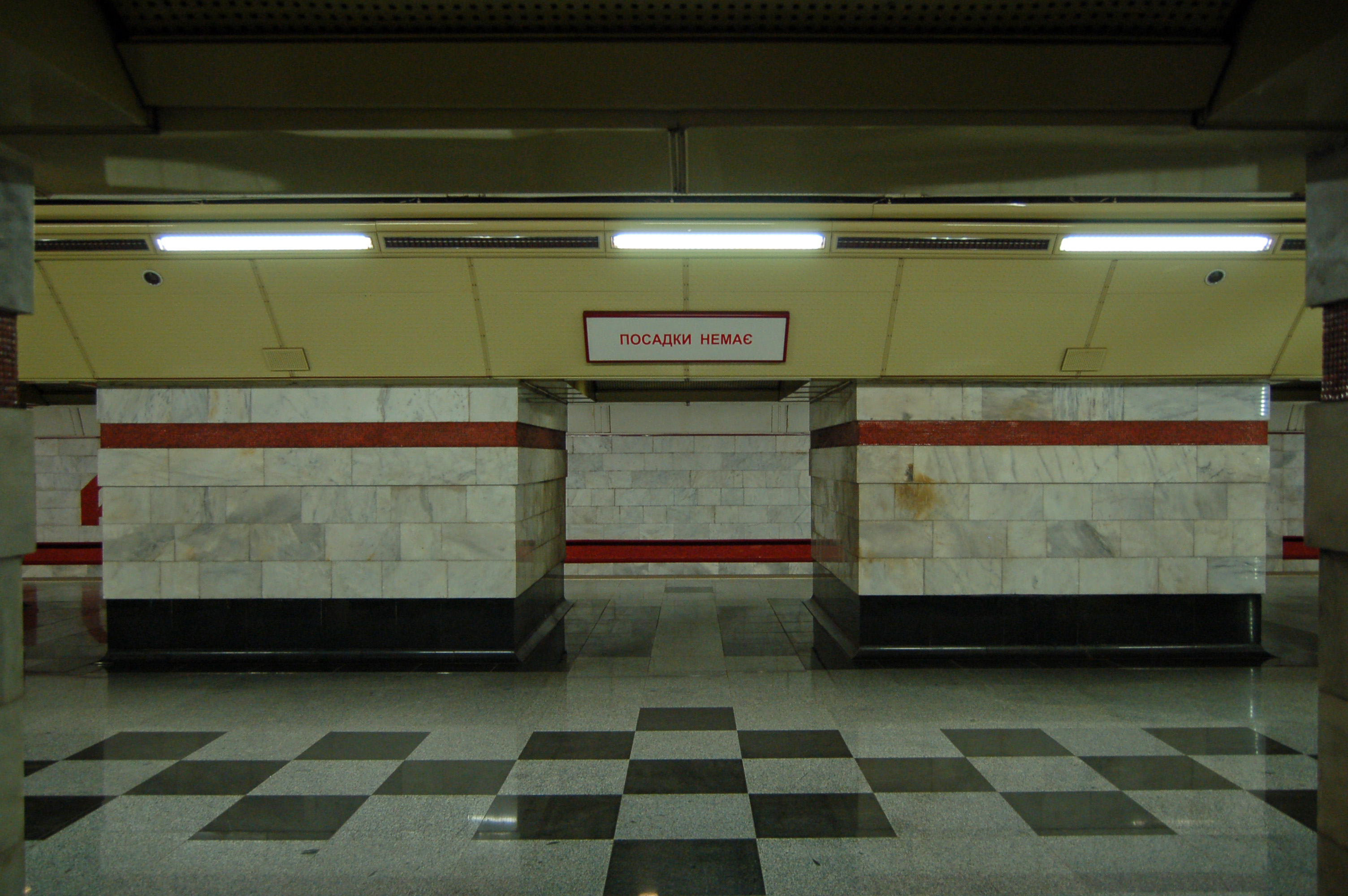
Форма пілонів
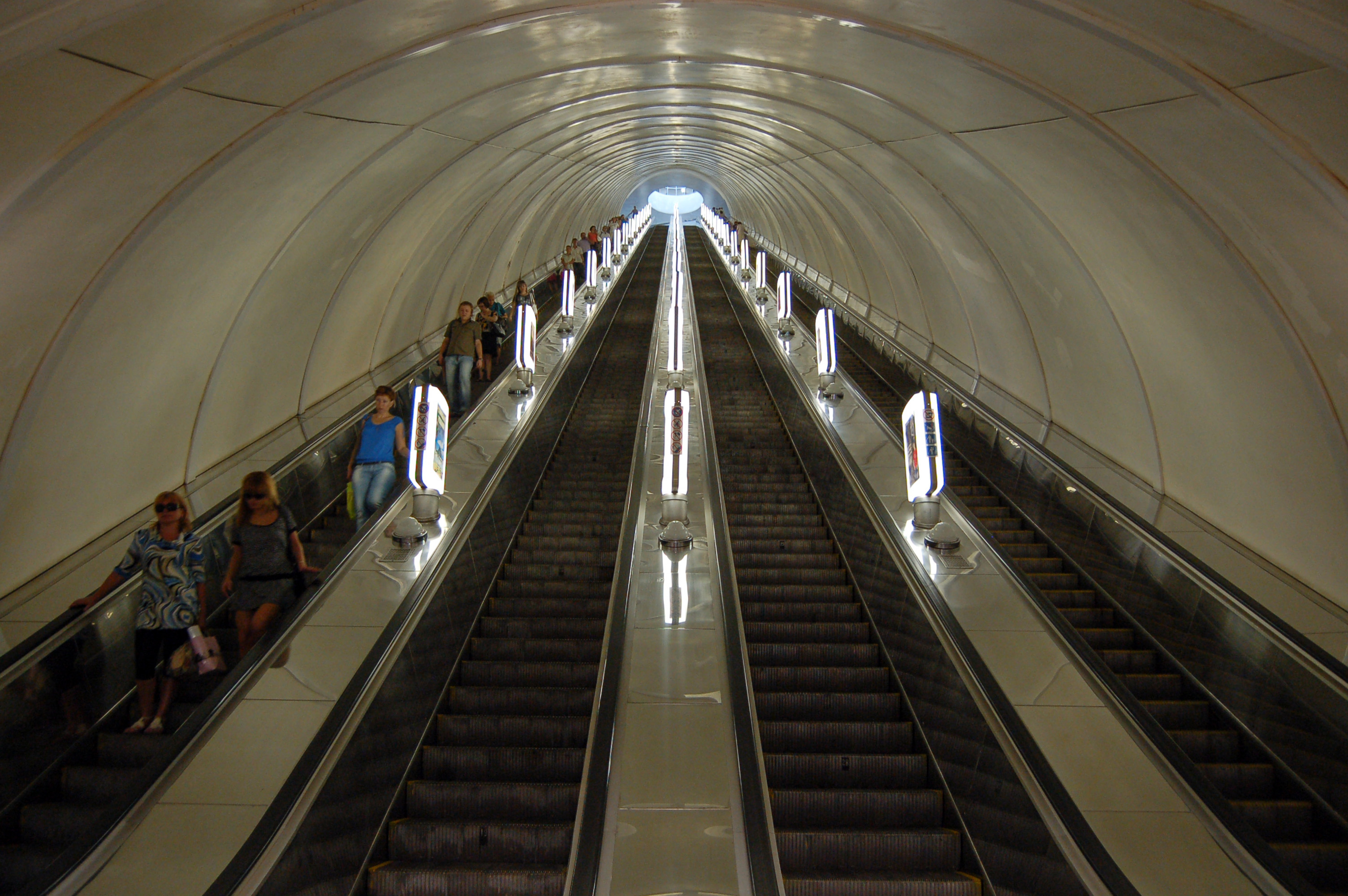
Ескалаторний тунель
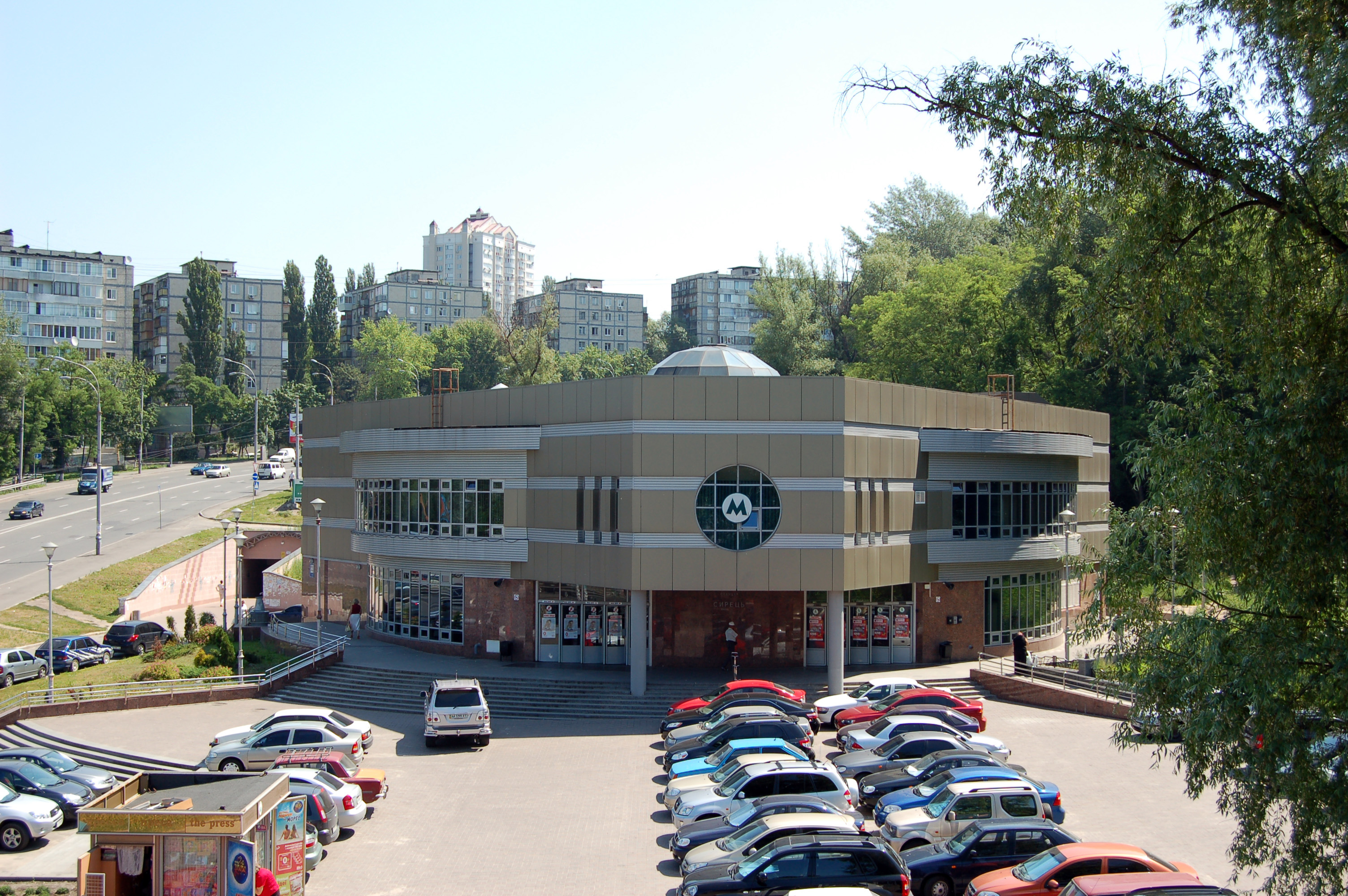
Наземний вестибюль
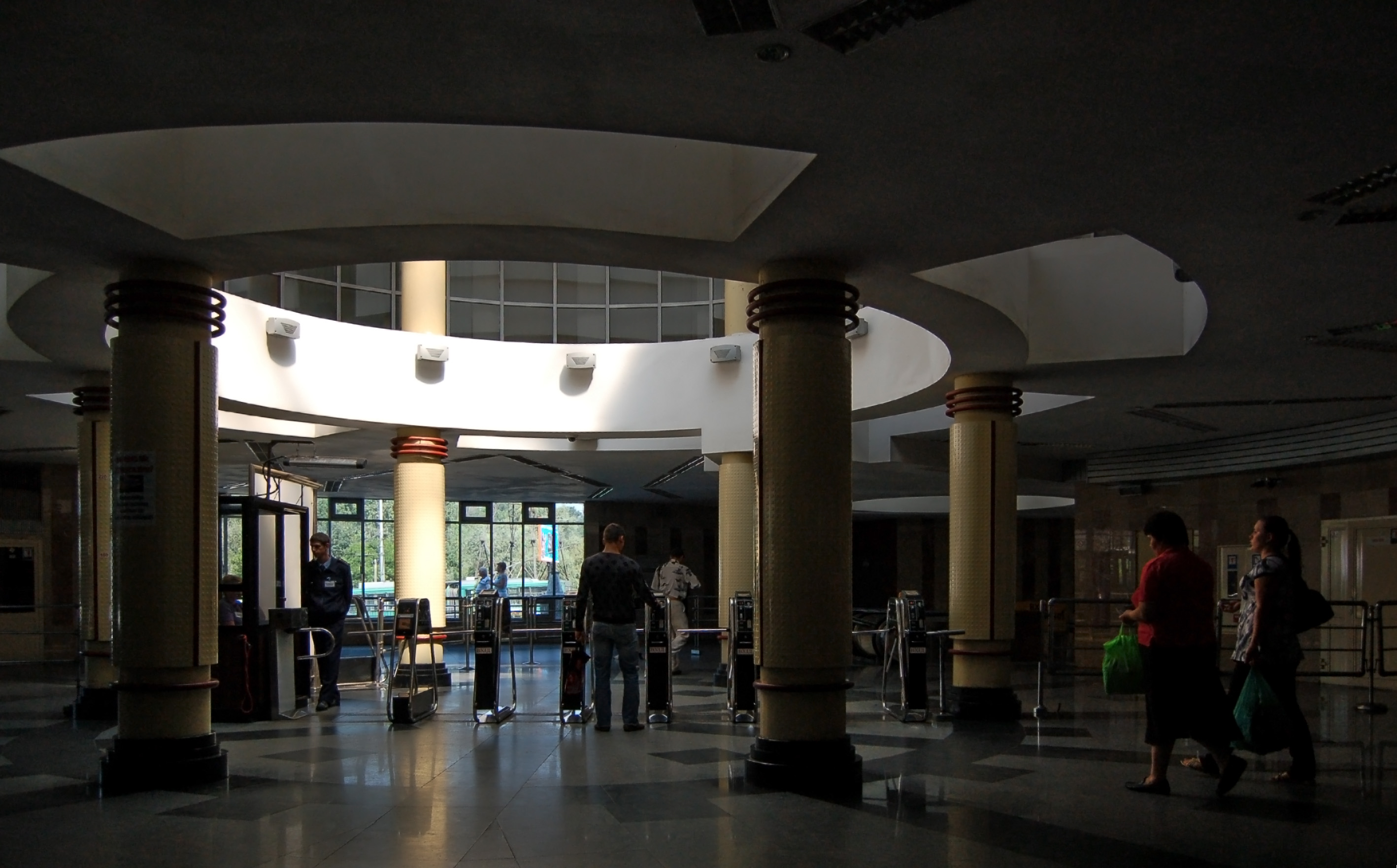
Інтер'єр вестибюля
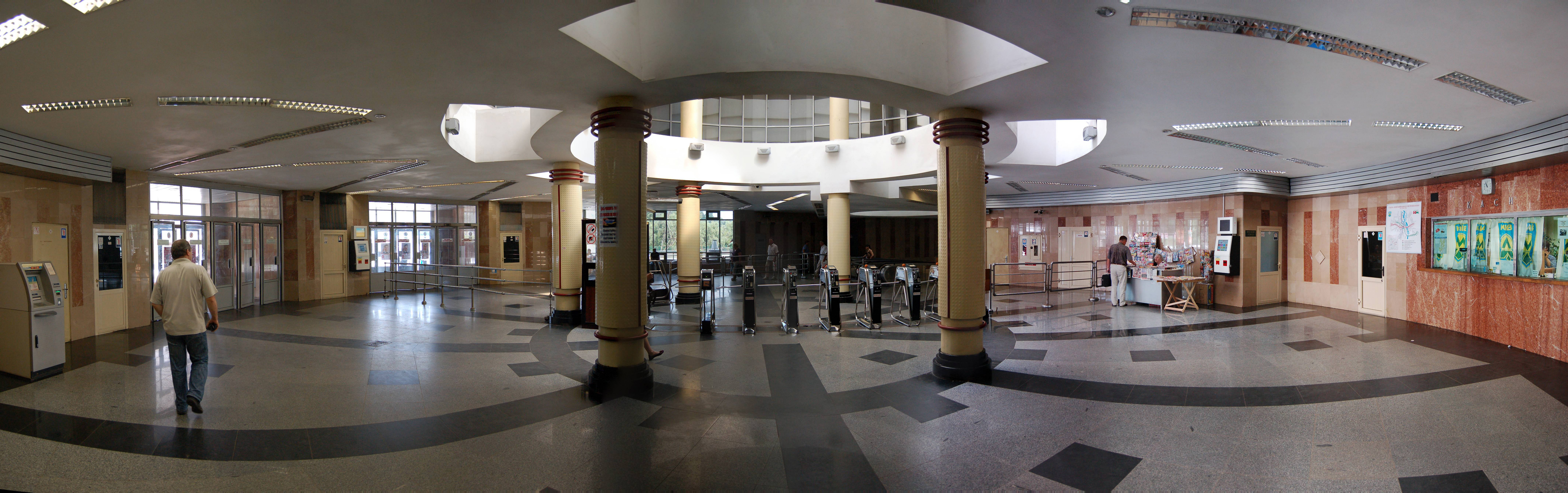
Інтер'єр вестибюля, панорама
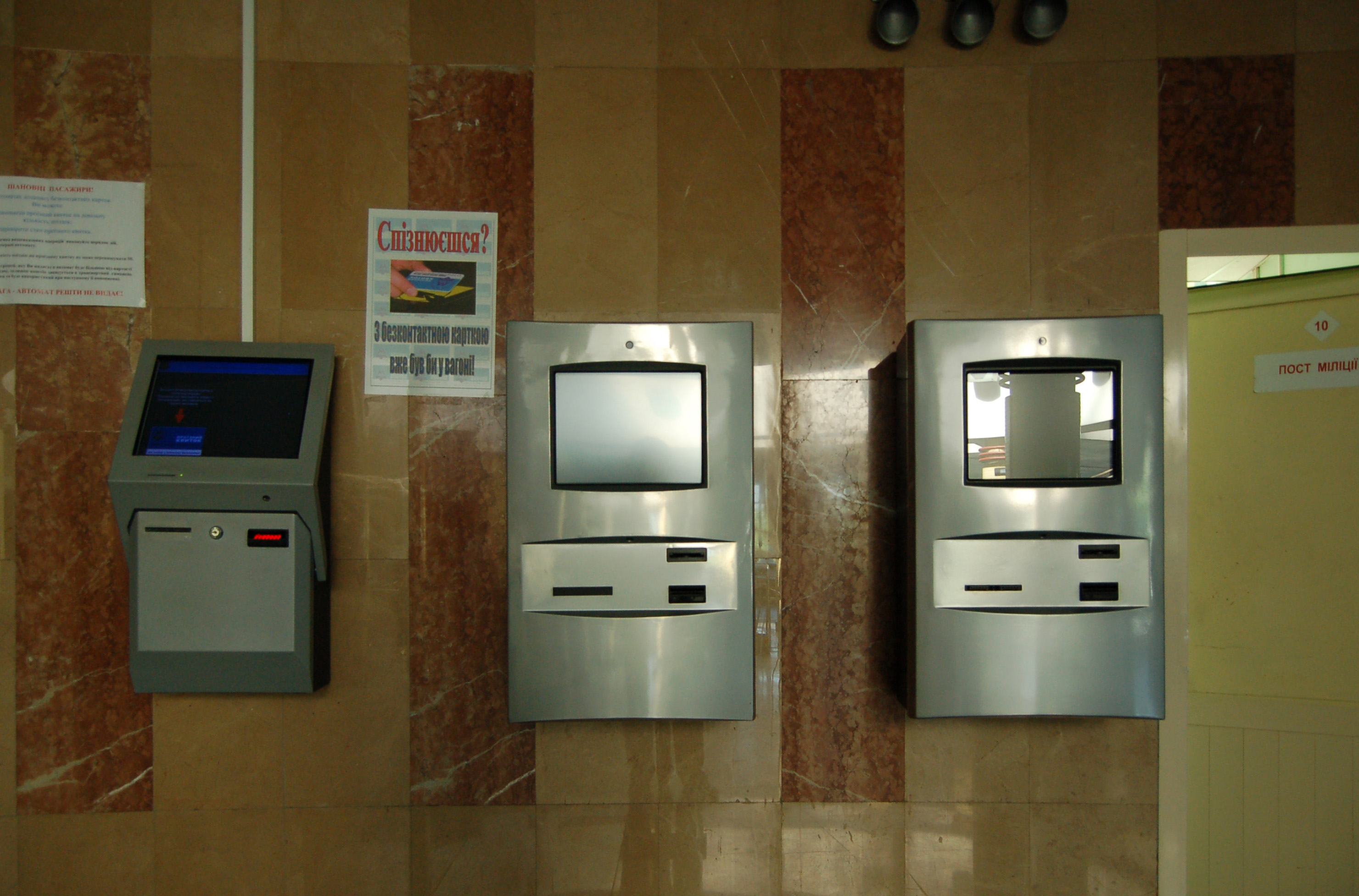
Автомати поповнення проїзних безконтактних карток

## Режим роботи
Відправлення першого поїзду в напрямі:
- ст. «Червоний хутір» — 06:00

Відправлення останнього поїзду в напрямі:
- ст. «Червоний хутір» — 23:52

Розклад відправлення поїздів в вечірній час (після 22:00) в напрямку:
- ст. «Червоний хутір» — 22:08, 22:19, 22:30, 22:41, 22:52, 23:03, 23:14, 23:26, 23:39, 23:52